# Голде, Силва
Силва Голде (латыш. Silva Golde; 4 августа 1955 — 31 декабря 2013) — латвийский политик. Министр образования и науки Латвии (июль—декабрь 1999 года). Заместитель руководителя Лиепайской думы («Лиепайская партия»). Депутат 7-го и 8-го Сейма Латвии. Депутат Лиепайской думы (март 2005 года в составе Народной партии, затем в 2009 и в 2013 годах).
Силва Голде окончила Гробинскую среднюю школу. В 1977 году окончила факультет педагогики и методики основной школы Лиепайского педагогического института. Работала в Циецерской школе-интернате учительницей, потом была методистом Дома пионеров Лиепайского района, инспектором школ отдела образования района, заместителем начальника. В период с 1992 по 1999 год возглавляла школьное правление Лиепайского района.

## Награды
- Медаль Балтийской ассамблеи (2002)[1].